# Ouanga
 Ouanga  is een Amerikaanse zombiefilm uit 1936. De film is geregisseerd door George Terwilliger.

## Rolverdeling
| Acteur           | Personage    |
| ---------------- | ------------ |
| Fredi Washington | Klili Gordon |
| Philip Brandon   | Adam Maynard |
| Marie Paxton     | Eve Langley  |
| Sheldon Leonard  | LeStrange    |
| Winifred Harris  | Aunt Sarah   |
| Sidney Easton    | Jackson      |
| Babe Joyce       | Susie        |
| George Spink     | Johnson      |